# Brycinus kingsleyae
Brycinus kingsleyae е вид лъчеперка от семейство Alestidae. Видът не е застрашен от изчезване.

## Разпространение
Разпространен е в Ангола (Кабинда), Габон, Демократична република Конго и Камерун.

## Описание
На дължина достигат до 16,6 cm.